# Il tamburo di latta (romanzo)
Il tamburo di latta è un romanzo del 1959 di Günter Grass, opera d'esordio dell'autore e primo scritto della Trilogia di Danzica, che comprende anche Gatto e topo (Katz und Maus, 1961) e Anni di cani (Hundejahre, 1963).
Il libro, con il titolo Le Tambour, ha vinto nel 1962 il Prix du Meilleur livre étranger, nella sezione dedicata al romanzo. È stato inoltre inserito tra I 100 libri migliori di sempre secondo Norwegian Book Club.

## Trama
Dal manicomio in cui è rinchiuso, Oskar Matzerath, giovane tedesco fisicamente deforme ma dotato di un'intelligenza superiore e paranoica, rievoca (suonando il suo tamburo di latta) tutta la vita sua, della famiglia e della Germania del 1900. Le storie si sviluppano parallele ma s'intrecciano continuamente. Dal giorno del suo terzo compleanno, fino al ventunesimo anno d'età Oskar aveva deciso di non crescere per manifestare il suo disprezzo verso il mondo degli adulti, in particolare, del padre legale Alfred e di quello presunto, Jan Bronski. Il mondo turpe che lo circonda si riflette nella deformità fisica e mentale del ragazzo e sfocia in una capacità fortemente distruttiva.
Dapprincipio Oskar rievoca con il tamburo le vicende familiari prima della sua nascita, partendo dalla nonna Anna Bronski. Nella Casciubia del 1899, Anna dà protezione, al di sotto delle sue quattro gonne, a un uomo inseguito dalla polizia, un giovane incendiario di nome Joseph Koljaiczek. Viene allora concepita Agnes Koljaiczek, futura madre di Oskar. Una volta sposati, i due decidono di scappare in un luogo sicuro dove Joseph Koljaiczek diventa Joseph Wranka e si distingue come pompiere. Nonostante ciò, un giorno la polizia lo scopre e lui si tuffa in acqua per non ricomparire mai più.
Anna, rimasta sola, decide di sposare Gregor Koljaiczek, fratello del defunto, violento e alcolizzato. Per questo Anna è costretta a cominciare a lavorare e apre un negozio per mantenere la figlia. Nel 1917 il marito muore di febbre spagnola. Prende il suo posto in casa Jan Bronski, giovane nipote di Anna, di cui Agnes adolescente s'innamora. Ma il loro amore non può durare perché la ragazza si fidanza e poi si sposa con un uomo originario della Renania, Alfred Matzerath, conosciuto nell'estate del 1918 nell'ospedale di Sibernamme, dove egli era ricoverato perché ferito da un proiettile e lei era infermiera volontaria. Nel 1923 Agnes e Alfred si sposano e Anna cede il suo negozio ai due, che abitano a Danzica. Intanto anche Jan si sposa con una ragazza casciubica, Hedwig. Jan e Agnes tuttavia continuano ad amarsi e a frequentarsi di nascosto.
Nel settembre 1924 nasce Oskar, figlio di Alfred, ma convinto che il padre naturale sia Jan. Oskar è un bambino strano, mentalmente precoce. Nel giorno del suo terzo compleanno, ricevuto in regalo dalla madre un tamburo di latta rosso e bianco, decide di smettere di crescere, per protesta contro il mondo degli adulti. Attua il suo piano gettandosi nella botola della cantina, lasciata aperta dal padre, che per tutta la vita seguente sarà accusato da Agnes di avere danneggiato il bambino. Da bambino, Oskar vive suonando il tamburo che porta sempre appeso al collo. Scopre inoltre che la sua voce ha la capacità di spezzare il vetro. Il primo giorno di scuola si serve dei suoi poteri contro la maestra e chiude per sempre l'esperienza scolastica.
Incuranti dell'istruzione di Oskar, la madre e i suoi due padri passano il loro tempo a giocare a carte allo skat; è Gretchen Scheffler, moglie del pasticciere, a occuparsi dell'istruzione del bambino, facendo leggere ad Oskar Goethe e Rasputin. Egli però, pur imparando velocemente, continua a fingere un completo analfabetismo. Un giorno avviene l'incontro col Maestro Bebra, un nano di 53 anni, che aveva a sua volta deciso di smettere di crescere e lavorava per un circo. Intanto la vita di Oskar scorre normale in apparenza: disturba con il suo tamburo i comizi dei politici nazisti, distrugge il vetro con la voce e incita i cittadini di Danzica al furto, fracassando di notte le vetrine dei negozi davanti a passanti ignari.
Accanto alla madre, Oskar sviluppa uno strano senso religioso. Lei, cattolica, lo porta in cattedrale ogni sabato, ma lui riesce immediatamente a dissacrare la statua del bambin Gesù e a farsi vietare futuri ingressi nella chiesa. Un Venerdì santo (giorno cruciale nella vita di Oskar), al mare con i suoi tre genitori, incontrano un pescatore di anguille che utilizza come esca la testa di un cavallo morto. A questa vista Agnes si sente male e in seguito rifiuta di mangiare pesce di qualsiasi tipo. Alfred insiste e disperata, Agnes passa a nutrirsi solo di pesce. Aveva scoperto di essere incinta e, soffocata dall'idea di avere un altro figlio menomato, si lascia morire avvelenata dal troppo pesce. Al funerale della madre partecipa anche il giocattolaio ebreo Sigismund Markus, dal quale Oskar si rifornisce di tamburi, allontanato però da alcuni membri del partito nazista presenti alla funzione. Un giorno di novembre del 1938 Oskar, ritrovandosi con il tamburo rotto, si reca al negozio di giocattoli per acquistarne uno nuovo, ma assiste alla distruzione di ogni cosa, a causa dei pogrom antisemiti dilaganti. Trova anche il giocattolaio morto suicida nello studio.
La morte della madre cambia la vita di Oskar, che s'avvicina alla famiglia Truczinski, in particolare alla mamma e al figlio Herbert. Quest'ultimo, dopo aver lavorato come cameriere in una taverna, decide di lavorare al museo navale e qui muore vittima della maledizione della Niobe. Inoltre Oskar manca di tamburi. Si rivolge a Jan, che lo porta nella sede delle poste polacche da un tale Kobyella, il quale avrebbe potuto aggiustare il vecchio tamburo rotto. Ma quello stesso giorno inizia l'assedio di Danzica da parte dei nazisti, che vogliono impadronirsi dell'edificio delle poste. Oskar recupera un tamburo di latta nella stanza dei giochi dei figli del segretario delle poste, mentre Kobyella muore e Jan resta lievemente ferito. In seguito Oskar provoca la cattura di Jan da parte dei tedeschi, che lo fucilano. L'esperienza fa ammalare Oskar che, ricoverato in ospedale, sviluppa un'ossessione per le infermiere.
Alfred Matzerath, rimasto vedovo, assume nel negozio la figlia minore di mamma Truczinski, Maria. Attenta a tutti i bisogni di Oskar, diviene il primo amore del nano ormai adolescente e anche la prima amante. Intanto Maria intreccia una relazione anche con Alfred, del quale diviene la seconda moglie e partorisce un figlio, la cui paternità ufficiale è ancora una volta attribuita a quest'ultimo, ma la cui paternità naturale è presumibilmente del giovane Oskar. Nasce Kurt, figlio/fratellastro di Oskar, al quale Oskar promette solennemente di regalare un tamburo di latta il giorno del suo terzo compleanno. Intanto Oskar parte con il Maestro Bebra e Roswitha Raguna (altra nana amica di Bebra) per girare l'Europa con un circo, esibendosi per le truppe tedesche all'estero e facendo sfoggio del potere vetricida della sua voce. Durante gli spostamenti Oskar si innamora di Roswitha e i due diventano amanti. Nel villaggio di Bavent però Roswitha muore e Oskar torna a casa il giorno prima del terzo compleanno di Kurt.
Il giorno dopo, come da promessa, Oskar gli regala il tamburo di latta, ma Kurt lo distrugge e se ne disfa immediatamente, deludendo il padre/fratellastro. Intanto la vita prosegue e Maria diventa sempre più devota, portando anche Oskar in chiesa fino al giorno in cui avviene un miracolo, da Oskar tanto atteso: la statua di gesso raffigurante Gesù bambino gli parla e si mette a suonare il tamburo che Oskar gli aveva messo al collo. Egli però, sprezzante, rompe un dito della statua e interrompe il miracolo. Oskar, ormai ventenne, comincia a frequentare un gruppo di teppistelli nei pressi di una fabbrica. Dopo essere stato la loro vittima, diviene il capobanda della cosiddetta "Banda degli spolveratori", dandosi il nome di Gesù. Il gruppo compie azioni sacrileghe, finché i vandalismi vengono scoperti dalla polizia.
La guerra continua e la famiglia Matzerath si rifugia in cantina per difendersi dagli attacchi aerei. Quando i russi arrivano a Danzica, fanno irruzione anche nella cantina dei Matzerath. Qui Oskar provoca la morte di Alfred, che cerca di nascondere la sua spilla nazista ai soldati sovietici: prima tenta d'inghiottirla, rimanendo soffocato, poi è finito dai nemici. Il giorno del funerale, Oskar decide di riprendere la crescita fisica, ma questa scelta personale è considerata dagli altri la conseguenza della botta in testa che Oskar ha ricevuto, a causa di una pietra lanciata da Kurt. Al ritorno dal cimitero trovano un nuovo inquilino nella casa requisita dai vincitori: un vedovo, Fajngold, che aveva lasciato a Maria e Kurt la cantina fornita di due letti, mentre Oskar (ammalatosi per la crescita improvvisa) ha dovuto sistemarsi in un giaciglio in tinello. In maggio Maria rifiuta la proposta di matrimonio di Fajngold e si trasferisce in Renania, dalla sorella Guste, con Oskar e Kurt. Viaggiano in treno. Le condizioni del malato peggiorano e a Luneburg viene ricoverato in ospedale. 
Dopo una lunga degenza, Oskar è cresciuto di molti centimetri e gli spunta la gobba. Dimesso, torna a vivere con la famiglia. Ha molto appetito e pesa sul bilancio domestico, così Maria gli dice che dovrebbe darsi da fare anche lui. Oskar trova lavoro presso un artigiano di pietre sepolcrali e contribuisce alle spese guadagnando più di tutti gli altri membri della famiglia. Dopo la riforma monetaria, perde il lavoro, ma trova impiego come modello per opere d'arte e percepisce un sostanzioso compenso per ogni posa, così da permettersi una stanza in subaffitto, dove ha come coinquilina un'infermiera di nome Dorothea. Oskar prova attrazione verso le donne col camice bianco, tanto più che non vede mai la coinquilina. Quella donna diventa un'ossessione, lui l'aspetta per intere notti, va nella stanza di lei e fruga tra le sue cose. Un giorno legge addirittura la sua posta: una lettera d'amore scrittale da un medico.
Un pomeriggio nota un coinquilino che tenta in tutti i modi di attirare la sua attenzione, è Kleep, un trombettista che passa le giornate sdraiato sul letto in ozio totale. Conoscendolo, Oskar ne diviene grande amico e ricomincia a suonare il tamburo. Una sera sente per la prima volta anche Dorothea muoversi verso il bagno comune. Oskar la raggiunge e le parla con voce profonda, quasi tombale. La giovane pensa di essere a contatto con Satana e si eccita, poi comprende che si tratta di Oskar e si vergogna per come ha reagito. La notte stessa lascia la casa senza avvisare nessuno.
Con Kleep, Oskar (sconsolato per la vicenda dell'infermiera) crea una band che suona nei locali più rinomati (come la "Cantina delle Cipolle"): il tamburino diventa famosissimo, si incidono milioni di dischi e la ricchezza affluisce a dismisura. Per Maria compra un negozio di generi alimentari; le chiede anche di sposarlo, ma lei rifiuta gentilmente. Ma nonostante il denaro e la fama egli non è felice, si sente solo e ogni tanto affitta un cane per passeggiare in campagna. Un giorno l'animale trova un dito anulare di donna con un anello sfavillante. Vittlar, un giovane che ha visto l'accaduto, chiede a Oskar cosa gli ha riportato il cane. Ben presto, i due diventano grandi amici.
Un giorno, durante una chiacchierata, Vittlar dice di invidiare il successo dell'amico, mentre lui è uno sconosciuto; Oskar gli suggerisce di denunciarlo per l'omicidio di Dorothea, portando il dito anulare come prova. L'idea è perfetta: Vittlar diventa famosissimo, Oskar viene processato e messo in manicomio; ma poco dopo viene identificato il colpevole, ossia la migliore amica dell'infermiera, che, innamorata non corrisposta del medico pretendente di Dorothea, l'ha uccisa per gelosia.

## Opere derivate
Nel 1979 è stato presentato l'omonimo film, diretto da Volker Schlöndorff; con David Bennent (Oskar Matzerath), Angela Winkler (Agnes Matzerath), Mario Adorf (Alfred Matzerath), Katharina Thalbach (Maria Matzerat).
Sono stati realizzati vari adattamenti teatrali e radiofonici: nel 2010 Günter Grass ha approvato per la prima volta una versione teatrale de Die Blechtrommel. Nella produzione di Jan Bosse e Armin Petras per la Ruhrtriennale 2010, sette attori interpretavano sia i sette modi di essere di Oscar, sia i personaggi principali del romanzo.

## Edizioni in italiano
- Günter Grass, Il tamburo di latta: romanzo, traduzione di Lia Secci, Milano: Feltrinelli, 1962.
- Günter Grass, Il tamburo di latta, Novara: Istituto geografico De Agostini, 1986.
- Günter Grass, Il tamburo di latta: traduzione di Lia Secci e Vittoria Ruberl, Milano: Feltrinelli, 1999.
- Günter Grass, Il tamburo di latta: traduzione di Lia Secci, Roma: La Repubblica, 2003.
- Günter Grass, Il tamburo di latta: legge: Dal Farra V., Feltre: Centro Internazionale del Libro Parlato Adriano Sernagiotto, 2007.
- Günter Grass, Il tamburo di latta: nuova traduzione di Bruna Bianchi, Milano: Feltrinelli, 2009.